# Воргіз (переписна місцевість, Нью-Джерсі)
Воргіз (англ. Voorhees) — переписна місцевість (CDP) в США, в окрузі Сомерсет штату Нью-Джерсі. Населення — 1517 осіб (2020).

## Географія
Воргіз розташований за координатами 40°28′56″ пн. ш. 74°29′33″ зх. д. / 40.48222° пн. ш. 74.49250° зх. д. (40.482176, -74.492506).  За даними Бюро перепису населення США в 2010 році переписна місцевість мала площу 1,86 км², уся площа — суходіл.

## Демографія
Згідно з переписом 2010 року, у переписній місцевості мешкало 976 осіб у 301 домогосподарстві у складі 248 родин. Густота населення становила 525 осіб/км².  Було 317 помешкань (170/км²).
Расовий склад населення:
| - 62,9 % — чорних або афроамериканців - 16,8 % — білих - 5,9 % — азіатів - 1,4 % — корінних американців - 8,7 % — осіб інших рас |

До двох чи більше рас належало 4,2 %. Частка іспаномовних становила 24,0 % від усіх жителів.
За віковим діапазоном населення розподілялося таким чином: 32,8 % — особи молодші 18 років, 58,7 % — особи у віці 18—64 років, 8,5 % — особи у віці 65 років та старші. Медіана віку мешканця становила 31,3 року. На 100 осіб жіночої статі у переписній місцевості припадало 80,1 чоловіків;  на 100 жінок у віці від 18 років та старших — 75,4 чоловіків також старших 18 років.
Середній дохід на одне домашнє господарство  становив 83 294 долари США (медіана — 81 528), а середній дохід на одну сім'ю — 89 756 доларів (медіана — 72 404). За межею бідності перебувало 10,7 % осіб, у тому числі 22,1 % дітей у віці до 18 років та 0,0 % осіб у віці 65 років та старших.
Цивільне працевлаштоване населення становило 538 осіб. Основні галузі зайнятості: освіта, охорона здоров'я та соціальна допомога — 26,4 %, фінанси, страхування та нерухомість — 18,2 %, транспорт — 11,2 %, роздрібна торгівля — 9,9 %.